# 六分儀座4
六分儀座4，又名BD+05 2240，HD 85217、SAO 117937、HR 3893，是六分儀座的一颗恒星，视星等为6.24，位于銀經232.58，銀緯41.26，其B1900.0坐标为赤經9h 45m 17.8s，赤緯+4° 41.26′ 43″。